# Robert Busnel
Pour les articles homonymes, voir Robert Busnel (sculpteur) et Busnel.
Robert Busnel, né le 14 septembre 1914 à Toulon (Var) et mort le 15 mars 1991 à Feyzin (Rhône), est un joueur et entraîneur de basket-ball français. Il a été élu membre à titre posthume du FIBA Hall of Fame, de l'Académie du basket-ball français et gloire du sport.

## Biographie
Personnage clé dans le monde du basket-ball français, il a occupé tous les rôles au sein de celui-ci. D'abord joueur, il obtient le premier de ses cinq titres de champion de France en 1930 avec le club du Foyer alsacien Mulhouse à seulement 15 ans. Il devient international français en 1934 contre le Portugal et porte à trente-deux reprises le maillot tricolore. Avec les bleus, il participe aux Jeux olympiques de 1948 à Londres, compétition où l'équipe de France remporte la médaille d'argent, battue par les États-Unis. Il est de plus l'entraîneur de cette équipe de France, poste qu'il occupe depuis septembre de l'année précédente. Une forte rivalité l'oppose à Frézot, du Paris Université Club, conduisant l'école des «scientifiques» à sa propre conception, plus instinctive.
Il obtient encore une médaille en tant que joueur, avec la médaille d'argent du championnat d'Europe 1949. Puis sous sa direction, la France remporte deux médailles de bronze, lors des championnats d'Europe 1951 et 1953. Cette même année, l'équipe de France féminine remporte la médaille de bronze du championnat du monde 1953 disputé au Chili.
En 1957, Busnel laisse les postes de sélectionneur des équipes de France, à André Buffière chez les hommes et Georgette Coste-Venitien chez les femmes.
Membre de la Fédération internationale de basket-ball (FIBA), il devient directeur technique national (DTN) du basket-ball français, poste qu'il occupe de 1960 à 1964.
Durant la saison 1965-1966, il retrouve le terrain en occupant le poste d'entraîneur du Real Madrid.
Après ce passage en Espagne, il retrouve les instances dirigeantes du basket-ball français en devenant président de la Fédération française de basket-ball (FFBB). Il occupe ce poste jusqu'en 1980. En parallèle, son importance au sein de la FIBA est grandissante : en 1976, il devient président de la « Standing Conference of Europe », ce qui correspond à la FIBA Europe et le reste jusqu'en 1982. Enfin, en 1984, il devient président de la FIBA, poste qu'il occupe jusqu'en 1990.
Il meurt en 1991 dans un accident de la circulation avec sa femme et un de ses neveux au sud de Lyon.

## Club

### Joueur
- Foyer alsacien Mulhouse
- FC Grenoble
- Sainte-Marie de La Guillotière de Lyon
- Racing Club de France

### Entraîneur
- Real Madrid (1965-1966)
- Équipe de France masculine de basket-ball
- Équipe de France féminine de basket-ball

## Hommages
- La Coupe de France masculine de basket-ball porte également le nom de Trophée Robert Busnel.
- Le gymnase du village de Confrançon, où Robert Busnel possédait une maison de famille, porte son nom.

## Palmarès

### Joueur
- 32 sélections.
- Champion de France en 1930 avec le Foyer Alsacien, 1943 et 1944 avec le FC Grenoble.

### Entraîneur
- médaille d'argent aux Jeux olympiques de 1948 à Londres.
- Champion d'Espagne 1966.

### Dirigeant
- président de la FIBA de 1984 à 1990.

## Distinctions
- Ordre olympique en 1990.
- Chevalier de la Légion d'honneur puis  Officier de la Légion d'honneur[Quand ?].
- Officier de l'Ordre national du Mérite
- Croix de guerre 1939-1945.